# Picramnia coccinea
Picramnia coccinea är en tvåhjärtbladig växtart som beskrevs av William Wayt Thomas. Picramnia coccinea ingår i släktet Picramnia och familjen Picramniaceae. Inga underarter finns listade.